# Stare Budkowice
Stare Budkowice est une localité polonaise du gmina de Murów dans la voïvodie et le powiat d'Opole.